# Бруцкус, Бер Давидович
Бер (Борис) Давидович Бруцкус (пс. Б. Бенвид, Б. Давидович; 3 октября 1874, Поланген, Курляндская губерния — 7 декабря 1938, Иерусалим) — русский экономист, статистик, агроном, общественный деятель. Член ЦК Еврейского колонизационного общества, брат публициста и министра литовского правительства Ю. Д. Бруцкуса. Печатался в «Русской мысли», «Еврейской жизни» и других изданиях.

## Биография
В 1891 окончил с золотой медалью 2-ю московскую гимназию. В 1892 поступил на медицинский факультет Варшавского университета, после третьего курса, не окончив его, поступил на аграрное отделение Ново-Александрийского института сельского хозяйства и лесоводства, который окончил в 1898 году, получив звание учёного агронома 1-го разряда.
В 1898—1908 годах занимался вопросами еврейской колонизации в западных губерниях Российской империи, опубликовал ряд работ о еврейской колонизации и экономической жизни, в которых описал историю еврейской земледельческой колонизации. Сотрудничал с Обществом развития земледелия и ремёсел среди евреев.
В 1904—1905 годах представлял евреев в Союзе освобождения, в работе которого принимал участие с момента создания вместе с Ароном Соломоновичем Ланде (он же Александр Соломонович Изгоев), Екатериной Дмитриевной Кусковой, Сергеем Николаевичем Прокоповичем, Павлом Николаевичем Милюковым, Петром Бернгардовичем Струве.
С 1908 года преподавал в Петербургском сельскохозяйственном институте. Автор ряда работ по сельскому хозяйству, а отчасти и общей экономике, а также статистико-экономических работ о еврейском населении России.
В 1913 году участвовал в создании «Агрономического журнала» совместно с В. Анисимовым, Н. Огановским, Н. Катаевым, А. Кулыжным, П. Масловым, А. Фортунатовым, А. Чаяновым, А. Челинцевым и другими агрономами-экономистами и кооператорами.
По постановлению Петроградского губотдела ГПУ от 29 октября 1922 года выслан за границу.
В 1923—1932 годах читал лекции по сельскому хозяйству и политической экономии в Русском научном институте в Берлине и преподавал в Идишском университете в Вильнюсе. Публиковался в прессе на идише в различных странах, опубликовал несколько книг на идише.
С 1930 года, вместе с И. А. Ильиным, участвовал в ряде антибольшевистских мероприятий в Германии.
В 1932 году переехал в Париж.
В апреле 1935 эмигрировал в Палестину, где читал лекции на кафедре сельскохозяйственной экономики и политики в Еврейском университете в Иерусалиме.

## Экономические взгляды
Бруцкус был сторонником либеральной экономики и свободного рынка, был одним из ведущих критиков плановой экономики.
По словам сына Б. Д. Бруцкуса — Леонида (Элиезера), написавшего его биографию на английском языке, Б. Д. Бруцкус принадлежал к «мозговому тресту» российской аграрной политики и поддерживал реформы П. А. Столыпина, направленные на ликвидацию сельской общины и на создание крепкого фермерства, производящего товарную продукцию и способного создать накопления для дальнейшего индустриального роста страны. Стремясь теоретически оправдать и обосновать аграрную политику П. А. Столыпина, доказывал её соответствие интересам крестьянства и народного хозяйства в целом, критиковал народников, недооценивавших, по его мнению, благие последствия «проникновения крестьянского хозяйства хрематистическим (стяжательским) духом», отстаивал преимущества проникнутого этим духом мелкого крестьянского хозяйства перед крупным помещичьим. Пытался доказать несостоятельность системы, в которой отсутствует жажда обогащения у «экономических организаторов».
На его взгляды оказали влияние народнические идеи, еврейские национальные идеи, протест в связи с гонениями на евреев в Москве (1891—1892). Участвовал в общественных дискуссиях народников и марксистов.

## Семья
- Брат — Юлий (Юдель) Давидович Бруцкус, врач и общественный деятель, один из руководителей всемирной еврейской медицинской организации, сионистский деятель, один из основателей и лидеров ревизионистского движения, литовский политик, занимавший пост министра без портфеля по делам евреев, историк, публицист, исследователь истории евреев Восточной Европы.
- Брат — Маркус Давидович Бруцкус, инженер-технолог, выпускник Киевского технического института, жил в Петербурге.
- Сёстры — Вера, Марголя и Елена, зубные врачи. Марголя была замужем за Соломоном Гепштенйом

В 1902 году женился на Эмилии (Эстер) Осиповне Зайденман (1873—1952). У них родились:
- Михаил Берович Бруцкус (1903—1949).
- Николай Берович Бруцкус (18 июля 1904 — ?).
- Леон (Элиезер, Леонид, Лёня) Берович Бруцкус (1907—1987), архитектор, градостроитель, публицист.
- Давид-Анатоль Берович Бруцкус[ивр.] (1910, Петербург — 1999, Иерусалим), израильский архитектор, градостроитель и художник.